# Jangvon kogurjói király
Jangvon (Yangwon) (? – 559) az ókori Kogurjo (Goguryeo) állam huszonnegyedik királya volt.

## Élete
Anvon (Anwon) fiaként született a második feleségétől Ko Phjongszong (Go Pyeong-seong) néven. Mivel apja első királynéja nem szült fiúgyermeket, ezért a második és harmadik felesége mindenáron a saját fiát próbálta meg trónörökösnek kineveztetni. A frakciók az udvarban az egyik vagy másik herceget támogatták, a küzdelem végül véres csatákba torkolt, melyekben több ezren életüket vesztették. Valószínűsíthető, hogy apját is az egyik ilyen harc során ölték meg. Végül a Phjongszong (Pyeong-seong) herceget támogatók győzedelmeskedtek, így kerülhetett trónra.
A trónra kerülésének módja nem segített az ország stabilitásán, lázadás is kitört, melyet azonban sikerült elfojtania. A belső viszályok mellett küólső ellenséggel is szembe kellett néznie, Silla és Pekcse (Baekje) újra és újra támadásba lendült, 551-ben pedig a türkök is megtámadták országát. Bár a nomádokat sikerült visszaverni, a háború tovább gyengített az államon. Ugyanebben az évben Silla ismét megtámadta Kogurjót (Goguryeót) és elfoglalt tíz várat, megszerezve a szöuli területet.